# Bauernstein Obhausen
Der Bauernstein Obhausen ist ein denkmalgeschützter Bauernstein in der Gemeinde Obhausen in Sachsen-Anhalt. Im örtlichen Denkmalverzeichnis ist der Stein unter der Erfassungsnummer 428300869 als besonderer Stein verzeichnet.
Der Bauernstein von Obhausen befindet sich am Kirchplatz, dem Dorfplatz, nördlich von St. Johannis unter einer alten Eiche. Im Ort befinden sich drei Bauernsteine. Der Grund dafür ist, dass das heutige Obhausen aus drei Dörfern entstand die den gleichen Namen hatten und jedes Dorf hatte seinen eigenen Bauernstein. Zwei der drei ursprünglichen Bauernsteine sind bis heute erhalten geblieben, wozu dieser zählt.

## Quelle
- Bauernstein Obhausen, Saalekreis im Bild, abgerufen am 8. November 2017